# Geografía de Gales

Mapa de Gales. Topografía de más de 600 pies (182.88 m) en color rosa; parques nacionales en verde

Gales (en galés: Cymru)  es una nación constituyente que forma parte del Reino Unido y es parte de la isla de Gran Bretaña, una península en el centro-oeste junto con islas costeras, de las que la mayor es Anglesey. Limita con Inglaterra al este, con el mar de Irlanda, al norte y al oeste, con el canal de San Jorge, al oeste; y con el canal de Bristol al sur. Tiene un área total de 20 641 km² y tiene aproximadamente 274 km, de norte a sur y al menos 97 km de anchura. Tiene una serie de islas en alta mar, siendo con mucho la mayor de ellas Anglesey. La costa continental, incluida Anglesey, tiene una longitud de aproximadamente 2704 km. En 2014, Gales tenía una población de aproximadamente 3 092 000; Cardiff es la capital y la ciudad más grande y poblada está situada en la zona urbanizada de South East Wales.
Gales tiene una compleja historia geológica que ha dejado un país en gran parte montañoso, en particular en el norte y en el centro. Sus formaciones se desarrollaron durante las glaciaciones, en particular la wisconsiense. Los picos más altos se encuentran en Snowdonia, incluyendo el Snowdon, que con 1085 m s. n. m. es el más alto del país. La llanura costera es estrecha en el norte y el oeste del país, pero más ancha en el sur, donde el valle de Glamorgan tiene algunas de las mejores tierras agrícolas. La explotación del campo carbonífero de Gales del Sur durante la Revolución Industrial dio lugar al desarrollo de una economía urbana en los valles del sur de Gales y la expansión de las ciudades portuarias de Newport, Cardiff y Swansea para la exportación de carbón. En ese momento también se desarrolló el más pequeño campo carbonífero de Gales Norte, pero en otras partes del país, el paisaje es rural y las comunidades son pequeñas, y la economía depende en gran medida de la agricultura y el turismo. El clima está influenciado por la proximidad del país al océano Atlántico y los vientos del oeste que prevalecen; por ello tiende a ser suave, nublado, húmedo y ventoso.

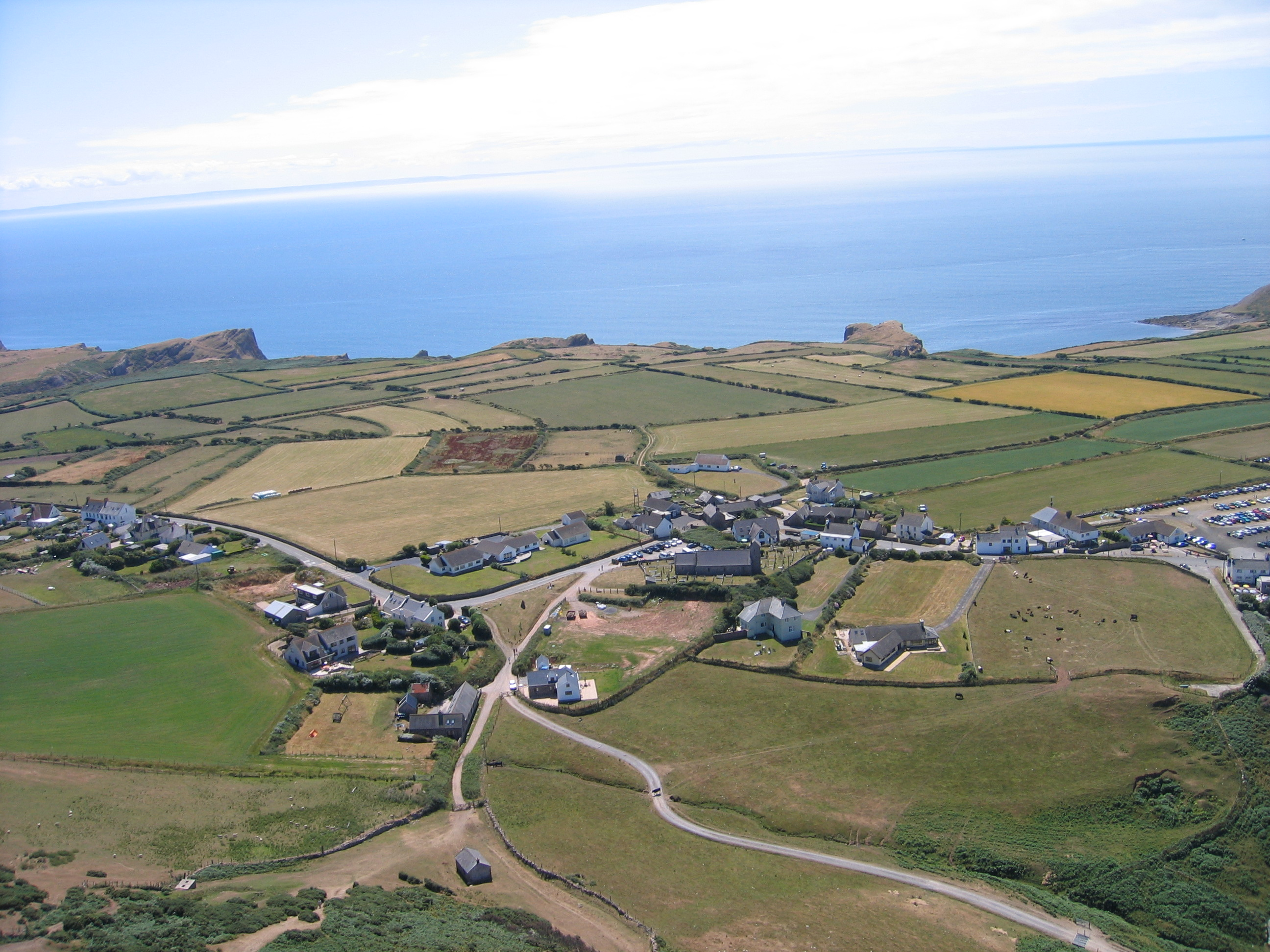
Localidad de Rhosilli en la península de Gower.

El país cuenta con numerosos cursos de agua, siendo los más importantes los ríos Severn (354 km), Wye (215 km), Dee (112 km), Towy (109 km), Usk (90 km), Teifi (84 km) y Taff (64 km). Entre sus lagos destacan el Tegid, el Trawsfynydd y el Vyrnwy, todos con una superficie superior a los 4 km². 
Gales cuenta con los parques nacionales de Snowdonia, Brecon Beacons y costa de Pembrokeshire, al igual que con cuatro Áreas de Destacada Belleza Natural: Anglesey, la cordillera Clwydian, la península de Gower y el valle Wye. Gran parte de la costa oriental y meridional del país está protegida: la península de Gower, Pembrokeshire, Carmarthenshire, y Ceredigion son particularmente silvestres. Gower, Carmarthenshire, Pembrokeshire y la bahía de Cardigan tienen aguas limpias y azules, con atractivas playas. Sin embargo, también están expuestas a fortísimos vientos del oeste traídos por el Atlántico, causantes de numerosos naufragios.
La frontera actual entre Gales e Inglaterra se definió en el siglo XVI, sobre la base de las divisiones feudales. El límite sigue asimismo el trazado de la muralla de Offa.

## Geografía física

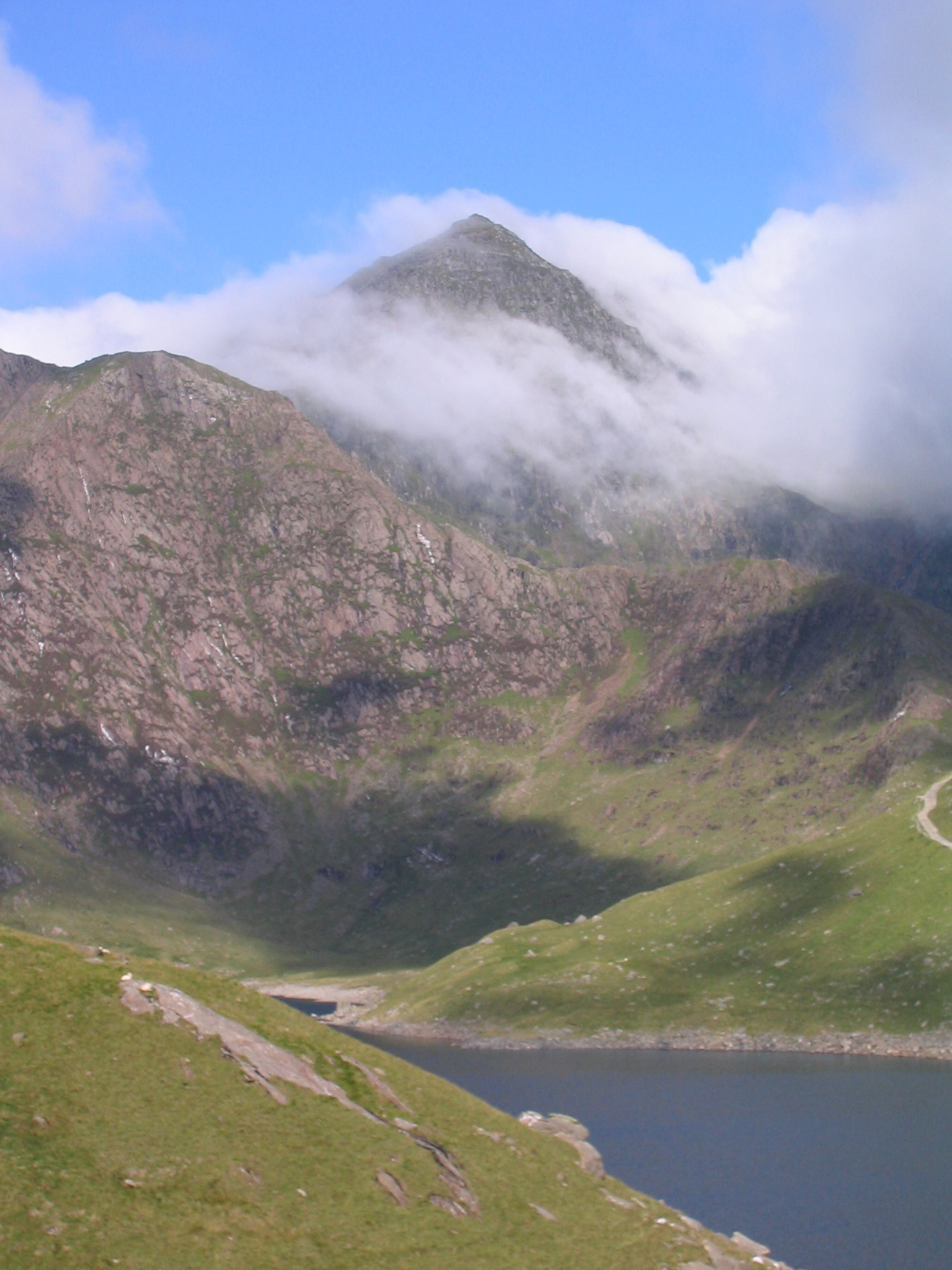
La cima de Snowdon, la montaña más alta de Gales

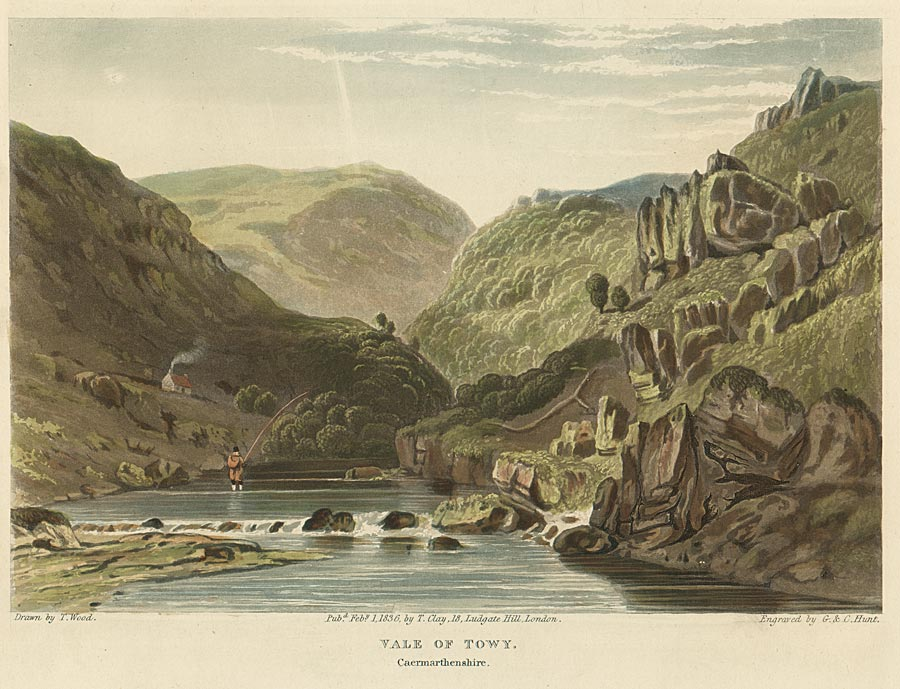
Representación del Valle de Towy, Carmarthenshire

Gales se encuentra en el lado occidental del centro sur de Gran Bretaña. Al norte y al oeste se encuentra el mar de Irlanda, y al sur se encuentra el canal de Bristol. Los condados ingleses de Cheshire, Shropshire, Herefordshire y Gloucestershire se encuentran al este. Gran parte de la frontera con Inglaterra sigue aproximadamente la línea del antiguo movimiento de tierras conocido como Offa's Dyke. La gran isla de Anglesey se encuentra frente a la costa noroeste, separada de Gales continental por el estrecho de Menai, y hay varias islas más pequeñas.
La mayor parte de Gales es montañosa, , en particular tres regiones principales: Snowdonia, al noroeste, los montes Cámbricos, en el centro, y Brecon Beacons, en el sur. Snowdonia (en galés: Eryri) tiene las montañas más altas, siendo el pico más alto el Snowdon (Yr Wyddfa) con 1085 m. Al sur de la cordillera principal se encuentran el grupo Arenig, Cadair Idris y las cordillera Berwyn. En el noreste de Gales, entre el valle de Clwyd y el estuario de Dee, se encuentra la cordillera Clwydian. Los 14 (o posiblemente 15) picos sobre 3000 pies (914 m), todos en Snowdonia, se conocen colectivamente como los 3000s galeses.
Los montes Cámbricos se extienden de noreste a suroeste y ocupan la mayor parte de la parte central del país. Estas son más redondeadas y onduladas, revestidos en páramos y pastizales tussok. En el sur del país se encuentran los Brecon Beacons en Powys central, las Black Mountains (Y Mynyddoedd Duon) que se extienden por partes de Powys y Monmouthshire, en el sureste de Gales, y, confusamente, Black Mountain (Y Mynydd Du), que se encuentra más al oeste, en la frontera entre Carmarthenshire y Powys.
La zona de tierras bajas de Gales consiste en la llanura costera del norte, la isla de Anglesey, parte de la península de Llŷn, una estrecha franja de costa a lo largo de la bahía de Cardigan, gran parte de Pembrokeshire y el sur de Carmarthenshire, la península de Gower y el valle de Glamorgan. Los ríos principales son el río Dee (110 km), parte del cual forma la frontera entre Gales e Inglaterra, el río Clwyd y el río Conwy (43 km), que fluyen todos hacia el norte en la bahía de Liverpool y el mar de Irlanda. Alrededor de la costa, los ríos Mawddach (45 km), Dovey, Rheidol (31 km), Ystwyth (33 km) y Teifi (117 km) fluyen hacia el oeste hacia la bahía de Cardigan, y los ríos Towy (120 km), Taff (64 km), Usk (102 km) y Wye (215 km) fluyen hacia el sur hacia el canal de Bristol. Las partes del río Severn forman el límite entre Gales e Inglaterra.
La longitud de la costa de Gales continental es de aproximadamente 2205 km, y agregando a esto las costas de la isla de Anglesey y la isla Holy, el total es de aproximadamente 2704 km. La bahía de Cardigan es la mayor bahía en el país y el lago Bala (Llyn Tegid), el lago más grande con 4,7 km². Otros lagos grandes son el Llyn Trawsfynydd (4,7 km²), el lago Vyrnwy (4,4 km²), Llyn Brenig (3,6 km²), Llyn Celyn (3,1 km²) y Llyn Alaw(3,1 km²). El lago Bala se encuentra en un valle glaciar bloqueado por una morrena terminal, pero los otros lagos son embalses creados para embalsar ríos para proporcionar agua potable, esquemas hidroeléctricos o defensas contra las inundaciones, y muchos también se usan para fines recreativos.

## Geología

Mapa geológico de Gales

La geología de Gales es compleja y variada. Los primeros afloramientos de roca son de la era precámbrica, unas 700 Ma, y se encuentran en Anglesey, la península de Llŷn, el suroeste de Pembrokeshire y en lugares cercanos a la frontera inglesa. Durante el Paleozoico Inferior, a medida que los mares inundaban periódicamente la tierra y volvían a retirarse, miles de metros de rocas sedimentarias y volcánicas se acumularon en una cuenca sedimentaria marina conocida como la cuenca de Gales.
Durante el período Ordovícico temprano y medio (485 a 460 Ma), la actividad volcánica aumentó. Un gran sistema volcánico, centrado alrededor de lo que ahora es Snowdon, emitió unos 60 km³ estimados de escombros. Otro volcán formó Rhobell Fawr cerca de Dolgellau. Durante este período, grandes acumulaciones de arena, grava y lodo se depositaron más al sur de Gales, y se fueron consolidando gradualmente. Algunas de las cenizas volcánicas cayeron al mar y formaron grandes bancos, donde las masas inestables a veces se deslizaron en aguas más profundas, creando avalanchas submarinas. Esto causó una gran turbidez en el mar, después de lo cual las partículas comenzaron a asentarse de acuerdo con el tamaño de las partículas. Los estratos así formados se llaman turbiditas, y son comunes en el centro de Gales, siendo particularmente obvios en los acantilados marinos alrededor de Aberystwyth.
A comienzos del período Devónico (400 Ma), el mar se retiraba de la cuenca de Gales cuando la tierra fue empujada por la colisión de masas de tierra, formando una nueva cordillera de montañas, las Caledonides Galesas. Los estratos se comprimieron y se deformaron, y en algunos lugares, los minerales de arcilla recristalizaron, desarrollando un grano que permitía la escisión paralela, lo que facilitó la división de las rocas en láminas delgadas de piedra conocida como pizarra. En el período Carbonífero (360 a 300 Ma), la erosión de las montañas dio lugar a la formación de areniscas y lutitas. Una reinvasión de las partes sur y noreste de Gales por el mar dio lugar a depósitos de piedra caliza, y extensos pantanos en el sur de Gales dieron lugar a depósitos de turba y a la formación final de medidas de carbón. El sudoeste de Gales, en particular, se vio afectado por la orogenia varisca, un período en el que las colisiones continentales más al sur causaron el plegamiento complejo y la fractura de los estratos.
Durante el Pérmico, Triásico y Jurásico (300 a 150 Ma), se produjeron nuevos episodios de desertificación, subsidencia y levantamiento y Gales estuvo, alternativamente, inundada por el mar y elevada por encima. En el Cretácico (140 a 70 Ma), Gales estaba permanentemente sobre el nivel del mar y en el Pleistoceno (2.5 Ma a reciente), sufrió varios períodos excepcionalmente fríos, las eras de hielo. Las montañas que se ven hoy en gran parte adoptaron su forma actual durante la última glaciación, la glaciación devensiana.
A mediados del siglo XIX, dos prominentes geólogos, Roderick Murchison y Adam Sedgwick, utilizaron sus estudios de la geología de Gales para establecer ciertos principios de estratigrafía y paleontología. Del nombre latino de Gales, Cambria(derivado de Cymru), se derivó el nombre del período geológico más antiguo de la era paleozoica, el Cámbrico. Después de muchas disputas, los siguientes dos períodos de la era Paleozoica, el Ordovícico y el Silúrico, fueron nombrados en honor a las tribus celtas de Gales, los ordovicos y los silures.

## Clima

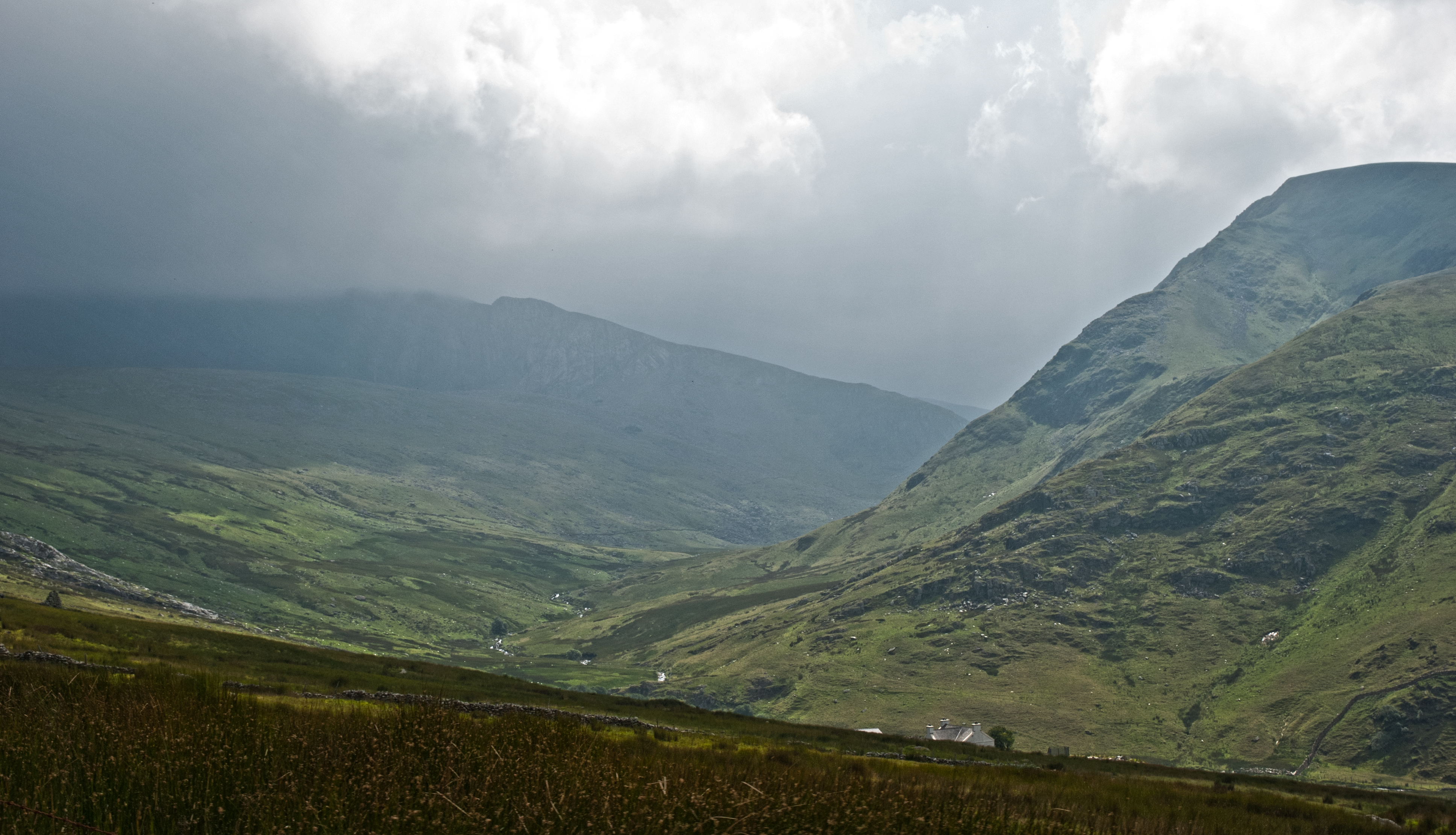
Lluvia que viene del oeste en Snowdonia

Gales tiene un clima oceánico, siendo los vientos predominantes los vientos del sur y los vientos del oeste que soplan desde el océano Atlántico. Esto significa que el clima en Gales es en general suave, nublado, húmedo y ventoso. Las amplias variaciones geográficas del país causan diferencias locales en la cantidad de luz solar, lluvia y temperatura. Las precipitaciones en Gales varían ampliamente, con los promedios totales anuales más altos en Snowdonia y Brecon Beacons, y los más bajos cerca de la costa y en el este, próximos a la frontera inglesa. En todo Gales, los meses de invierno son significativamente más húmedos que los de verano. La nieve es relativamente rara cerca del nivel del mar, pero es mucho más frecuente en las colinas, y las tierras altas experimentan condiciones más duras en invierno que las partes más bajas.
La temperatura media anual en Gales es de aproximadamente 11 °C en la costa y 9,5 °C en las zonas interiores bajas. Se vuelve más frío a mayores altitudes, con una disminución media de las temperaturas anuales de aproximadamente 0,5 C-change1 por cada 100 metros de mayor altitud. En consecuencia, las partes más altas de Snowdonia experimentan temperaturas anuales promedio de 5 °C. En las noches, las condiciones más frías ocurren cuando hay poco viento y no hay nubes, especialmente cuando el suelo está nevado. La temperatura más baja registrada en Gales fue en esas condiciones en Rhayader el día de Año Nuevo de 1940, cuando la temperatura cayó a −23,3 °C. En ocasiones, la zona costera del norte de Gales experimenta algunas de las condiciones invernales más cálidas en el Reino Unido, con temperaturas de hasta 18 °C; estas son el resultado de un viento foehn, un flujo de aire del suroeste que se calienta a medida que desciende de las montañas de Snowdonia.
Las precipitaciones en Gales se deben principalmente a la llegada de los sistemas de baja presión del Atlántico y son más intensas entre octubre y enero en todo el país. Los meses más secos son generalmente abril, mayo y junio, y Gales experimenta menos tormentas eléctricas de verano que Inglaterra. Las precipitaciones varían en todo el país, con los registros más altos provenientes de las mayores elevaciones. Snowdonia experimenta precipitaciones anuales totales que superan los 3000 mm, mientras que las regiones costeras de Gales y la frontera inglesa pueden tener menos de 1000 mm. La combinación de áreas montañosas y mínimos del Atlántico puede producir grandes cantidades de lluvia y, a veces, ocasionar inundaciones. La cantidad de nevadas varía con la altitud y enormemente de un año a otro. En las tierras bajas, el número de días con manto de nieve puede variar de cero a treinta o más, con un promedio de aproximadamente veinte en Snowdonia.
Gales es una de las partes más ventosas del Reino Unido. Los vientos más fuertes se asocian generalmente con depresiones del Atlántico; a medida que llega uno de estos, los vientos generalmente comienzan en el suroeste, antes de virar hacia el oeste y luego hacia el noroeste a medida que el sistema pasa. El sudoeste de Pembrokeshire experimenta los vientos más violentos. La velocidad del viento más alta jamás registrada en Gales en un sitio de tierras bajas fue de ráfagas de 108 knot en Rhoose, en el Valle de Glamorgan, el 28 de octubre de 1989.

## Uso del suelo

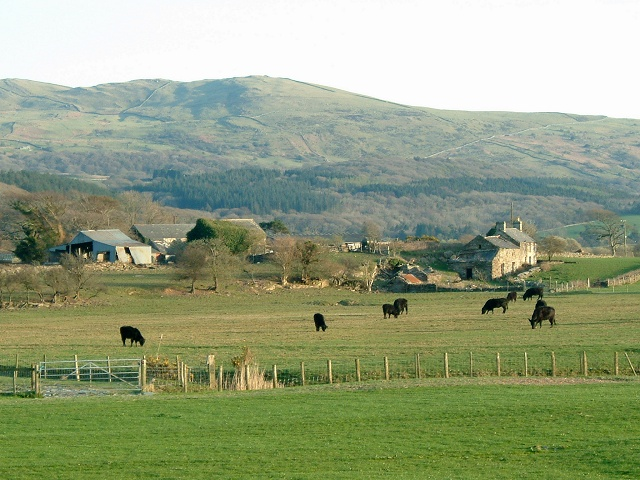
Granja de la colina con Welsh Black cattle (ganado galés negro)

La superficie terrestre totalde Gales es de 2 064 100 ha. El área de tierra utilizada para la agricultura y la silvicultura en el país en 2013 fue de 1 712 845 ha. De estas, 79 461 ha se usaban para cultivo y barbecho, 1449 ha para horticultura, y 1 405 156 ha fueron utilizadas para el pastoreo. Los bosques ocupaban 63 366 ha y 10 126 ha fueron tierras sin clasificar. Además, hubo 180 305 ha de pastoreo en bruto común, lo que dio un área total de todas las tierras utilizadas para fines agrícolas, incluida la tierra común, de 1 739 863 ha.
En el orden de la superficie sembrada, los cultivos herbáceos cultivados en Gales fueron: alimentos para el ganado, cebada de primavera, trigo, maíz, cebada de invierno, otros cereales para combinar, colza, patatas y otros cultivos. El pastizal era predominantemente de pasto permanente, con solo el 10% de los pastizales tenía menos de cinco años de edad. En comparación con otras partes del Reino Unido, Gales tiene el porcentaje más pequeño de tierra cultivable (6%) y un área considerablemente menor de tierras de pastos y colinas en bruto que Escocia (27% contra 62%).

## Recursos naturales
El South Wales Coalfield se extiende desde partes de Pembrokeshire y Carmarthenshire, en el oeste, hasta Blaenau Gwent y Torfaen en el este, y el más pequeño North Wales Coalfield subyace en partes de Flintshire y Denbighshire. Grandes cantidades de carbón fueron extraídas en Gales durante la Revolución Industrial y la primera parte del siglo XX, después de lo cual las reservas de carbón disminuyeron y los pozos restantes se volvieron antieconómicos a medida que el carbón extranjero estaba disponible a precios más bajos. El último pozo profundo en Gales se cerró en 2008.
Los afloramientos de piedra de hierro a lo largo del extremo norte de South Wales Coalfield se trabajaron extensivamente para la producción de hierro y fueron importantes en el inicio de la Revolución Industrial en Gales del Sur. Se extrajo plomo en Pentre Halkyn, en Flintshire, durante la ocupación romana de Gran Bretaña y había menas de minerales en Clwyd donde hubo minas de plomo, plata y algunas veces el zinc. Estos metales también se extraían en las tierras altas de los ríos Ystwyth y Rheidol. Manganeso, titanio y muchos otros minerales se encuentran en varias partes de Gales. El oro se encuentra en el sur de Snowdonia y en Dolaucothi, y Snowdonia tuvo una floreciente industria del cobre desde principios del siglo XIX. Aunque se explotaron en el pasado, ninguno de estos minerales se extrae a escala comercial en la actualidad.

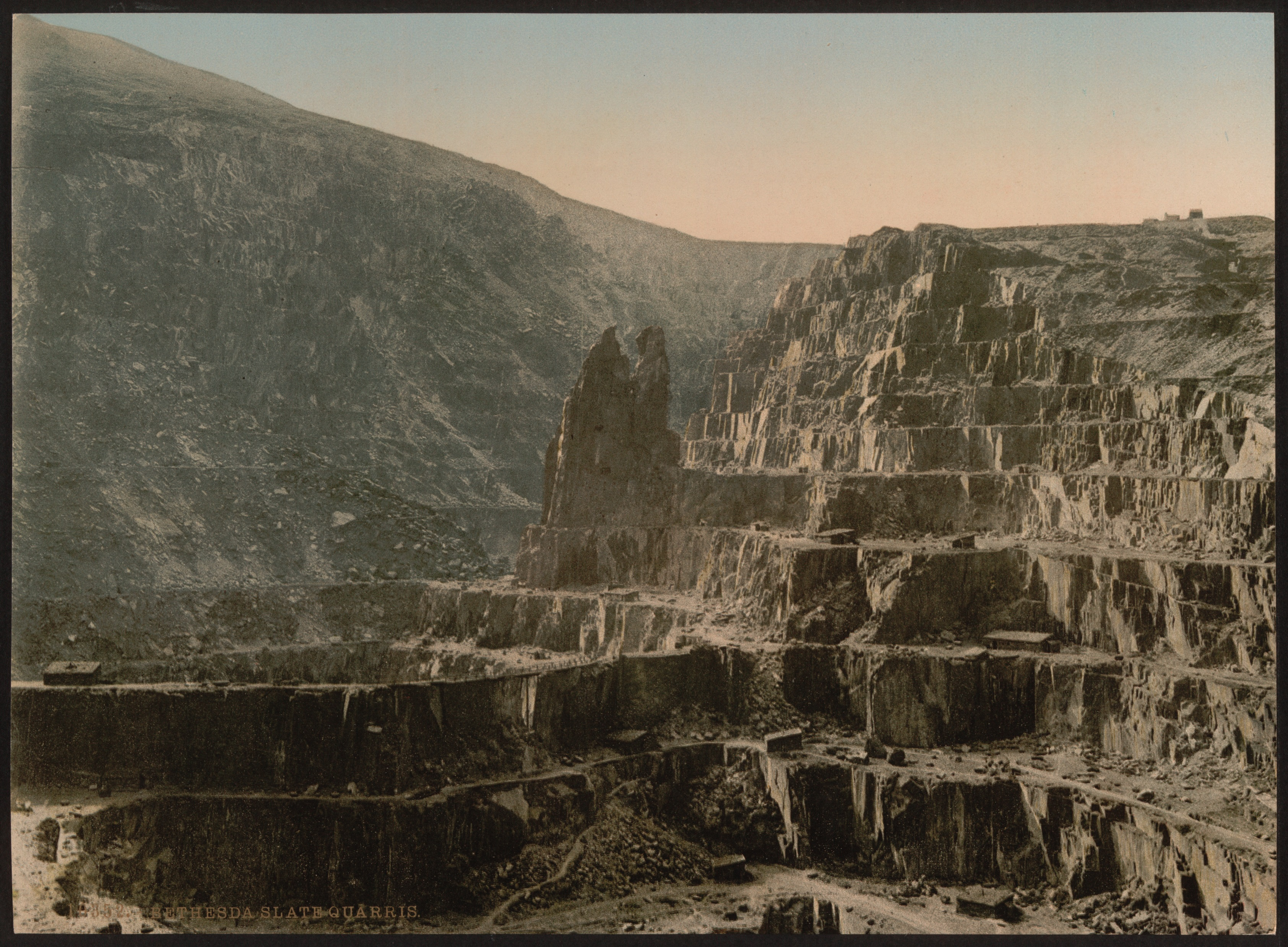
Cantera de Penrhyn en la década de 1900

La piedra se extrae en varias partes de Gales, y la extracción de pizarra ha sido una industria importante en el norte de Gales. La cantera de Cilgwyn se estaba trabajando en el siglo XII, pero más tarde Blaenau Ffestiniog se convirtió en el centro de producción. La cantera de Penrhyn todavía produce pizarras, aunque a una capacidad reducida en comparación con su apogeo, y las cavernas de pizarra de Llechwedd se han convertido en una atracción para el visitante. Varios de los ferrocarriles que solían llevar la pizarra a los puertos han sido restaurados como atracciones turísticas, incluyendo el Ferrocarril de Festiniog y el Ferrocarril Talyllyn.
Gales tiene cierto potencial para la producción en tierra de petróleo y de gas. El gas de esquisto se puede obtener mediante fracking y hay metano en las vetas de carbón no minadas que puede ser extraíble. Otra fuente potencial de gas es la combustión subterránea controlada de las capas de carbón para producir gas de síntesis, una mezcla de hidrógeno, metano y monóxido de carbono.

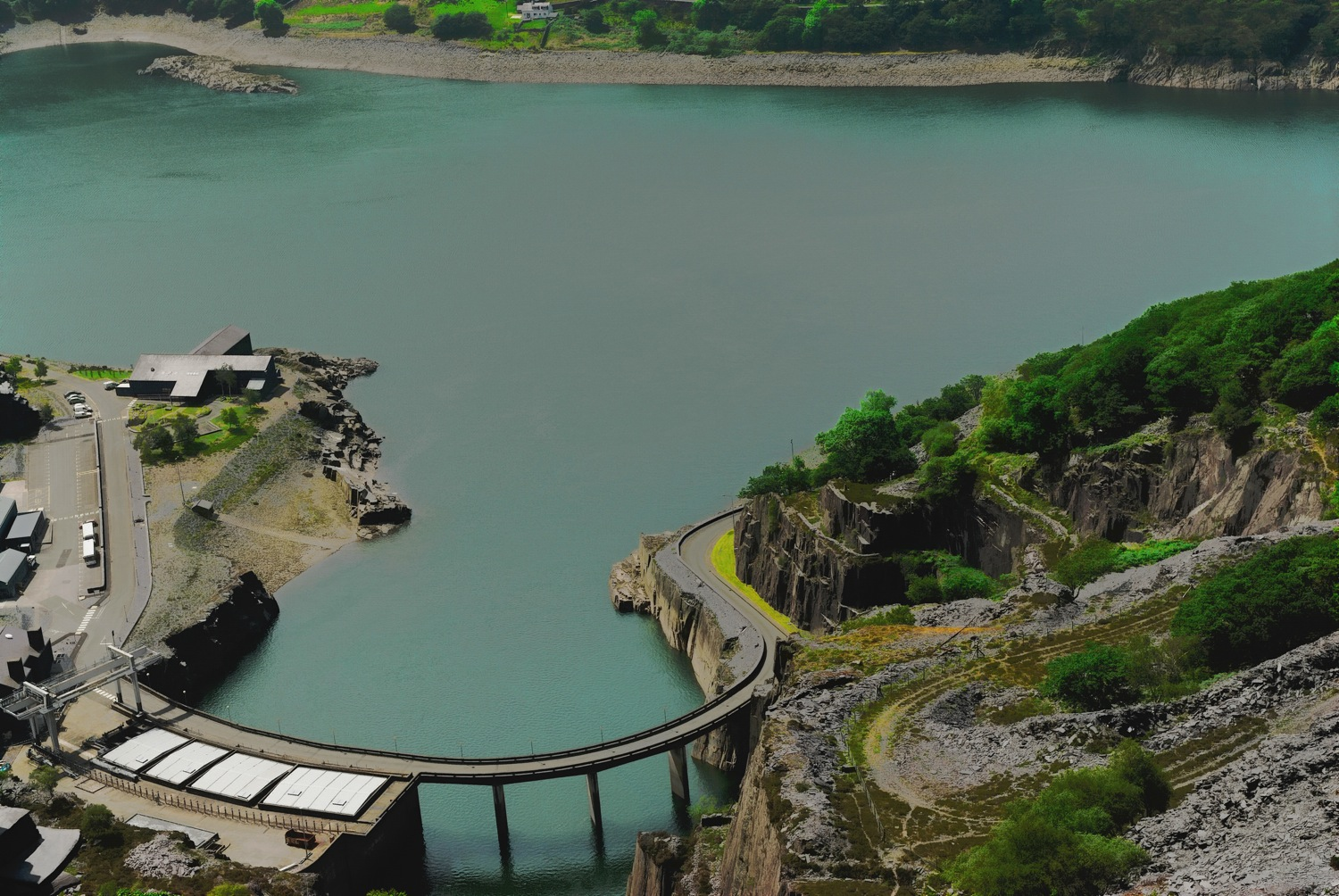
El embalse inferior de la central eléctrica de Dinorwig, una instalación hidroeléctrica de almacenamiento por bombeo de 1800 MW, uno de los más grandes de este tipo en Europa.

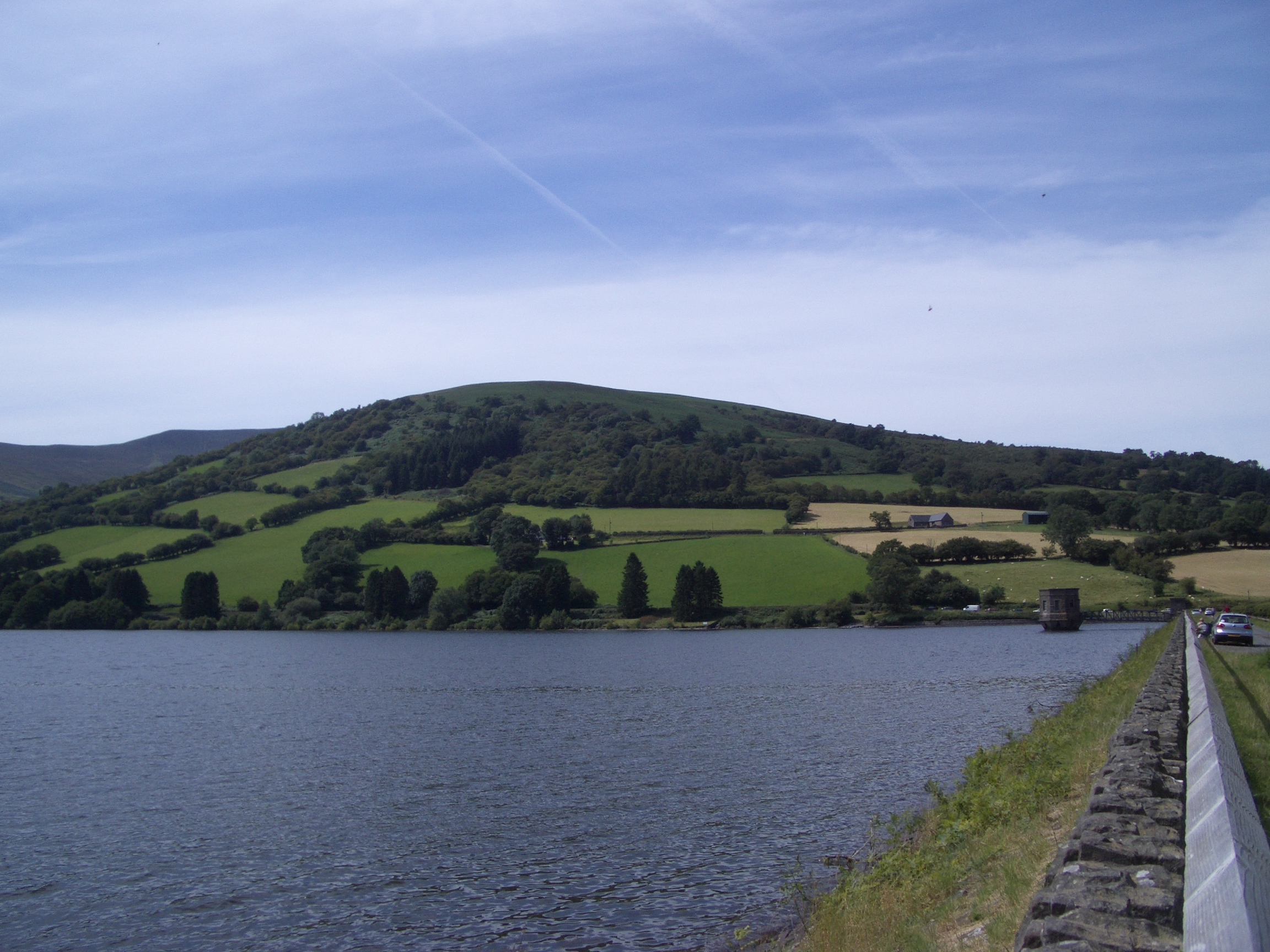
Pantano Talybont

Con su terreno montañoso y abundantes lluvias, el agua es uno de los recursos más abundantes de Gales. El país tiene muchos embalses artificiales y suministra agua a Inglaterra, además de generar energía a través de centrales hidroeléctricas. Los embalses más grandes, como el Claerwen, se encuentran en el valle de Elan, y otros cuerpos de agua notables incluyen el lago Vyrnwy, el embalse de Talybont y Llyn Brianne. Algunos de ellos son centros turísticos populares para actividades al aire libre como vela, kayak, ciclismo, pesca y observación de aves.
El viento es otro recurso que Gales tiene en abundancia. Gwynt y Môr es uno de los varios parques eólicos marinos frente a las costas del norte de Gales y Anglesey, y es el segundo parque eólico de ese tipo más grande del mundo. Otros parques eólicos se encuentran en el interior, en su mayoría en tierras altas, pero no hay ninguno en los parques nacionales de Snowdonia y de Brecon Beacons.

## Geografía política

### Frontera entre Gales e Inglaterra
La actual frontera entre Gales e Inglaterra fue definida en gran parte por las Leyes de las Actas de Gales de 1535 y 1542, basadas en los límites de los señoríos medievales de Marcher. Según el historiador galés John Davies:

Así se creó la frontera entre Gales e Inglaterra, una frontera que ha sobrevivido hasta nuestros días. No seguía la antigua línea del muro de Offa ni el límite oriental de las diócesis galesas; excluía a distritos como Oswestry y Ewias, donde la lengua galesa se seguiría hablando durante siglos, distritos que no sería del todo extravagante considerar como Cambria irredenta. Sin embargo, como el propósito del estatuto era incorporar Gales a Inglaterra, la ubicación de la frontera con Gales era irrelevante para los propósitos de sus redactores.
Thus was created the border between Wales and England, a border which has survived until today. It did not follow the old line of Offa's Dyke nor the eastern boundary of the Welsh dioceses; it excluded districts such as Oswestry and Ewias, where the Welsh language would continue to be spoken for centuries, districts which it would not be wholly fanciful to consider as Cambria irredenta. Yet, as the purpose of the statute was to incorporate Wales into England, the location of the Welsh border was irrelevant to the purposes of its framers.
 John Davies

El límite nunca ha sido confirmado por referéndum o revisado por una Boundary Commission (Comisión de Límites), excepto para confirmar Monmouthshire como parte de Gales en 1968.. La línea fronteriza sigue aproximadamente la muralla de Offa de sur a norte hasta un punto a unas 64 km de la costa septentrional, para luego girar más hacia el este. Tiene varias anomalías, pero algunas fueron resueltas por la Counties (Detached Parts) Act 1844. Por ejemplo, separa a Knighton de su estación ferroviaria, aísla virtualmente Church Stoke del resto de Gales y divide el pueblo de Llanymynech, donde un pub se extiende sobre la línea.

### Gobierno local
Gales se divide en 22 autoridades unitarias, que son responsables de la provisión de todos los servicios del gobierno local, incluidos los servicios de educación, trabajo social, medio ambiente y carreteras. Además, algunas áreas debajo de estas hay consejos comunitarios (community councils)]] que cubren áreas específicas dentro de un área de un consejo. Las áreas de autoridad unitaria se conocen como áreas principales. La Reina designa a un Lord Lieutenant para que la represente en cada uno de los ocho condados preservados de Gales..
En la clasificación de áreas de la Office for National Statistics, las autoridades locales se agrupan en grupos basados en las seis dimensiones principales del censo (demografía, composición del hogar, vivienda, socioeconomia, empleo y sector industrial). La mayoría de las autoridades locales en el centro y oeste de Gales están clasificadas como parte del supergrupo 'Coastal and Countryside'. La mayoría de las autoridades del sur de Gales, Flintshire y Wrexham están en el supergrupo "Minería y manufactura"; Cardiff es parte del supergrupo 'Ciudades y servicios' y el Vale of Glamorgan es parte de 'UK Floreciente'. 'Prospering UK'.

## Demografía

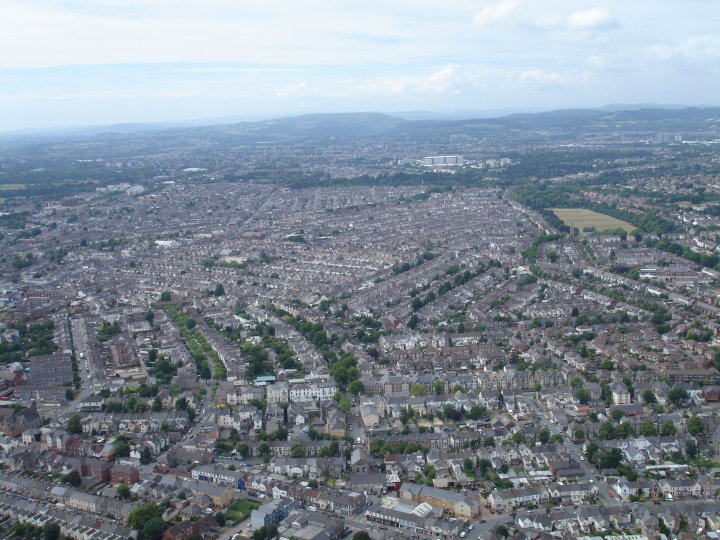
Cardiff es el área más densamente poblada de Gales

La población de Gales en 2014 era de aproximadamente 3 092 000 hab., un aumento de 9600 hab. (0.31%) en comparación con el año anterior, que tuvo la tasa de crecimiento más baja de cualquier país en el Reino Unido. La principal población y áreas industriales en Gales están en South Wales, específicamente en Cardiff, Swansea y Newport y los adyacentes South Wales Valleys. Cardiff es la ciudad capital y tenía una población de alrededor de 346 000 hab. en el censo de 2011. Era seguida por las autoridades unitarias de Swansea (239 000 hab.), Rhondda Cynon Taf (234 400hab.), Carmarthenshire (183 800 hab.), Caerphilly (178 800 hab.), Flintshire (152 500 hab.), Newport (145 700 hab.), Neath Port Talbot (139 800 hab.), Bridgend (139 200 hab.) y Wrexham (134 800 hab.). Cardiff fue el área más densamente poblada de Gales con 2482 hab./km², mientras que Powys tenía solo 26 hab./km².
Una alta proporción de la población galesa vive en asentamientos más pequeños: casi el 20% vive en aldeas de menos de 1.500 personas, en comparación con el 10% en Inglaterra. Gales también tiene una proporción relativamente baja de su población en los grandes asentamientos: solo el 26% vive en áreas urbanas con una población de más de 100 000  habitantes; en comparación, casi el 40% de la población inglesa vive en áreas urbanas más grandes que las más grandes de Gales. Otra característica del patrón de asentamiento en Gales es la proporción de la población que vive en las áreas rurales más dispersas: 15% en comparación con solo el 1.5% en Inglaterra.

## Comunicaciones
Las comunicaciones en Gales están influenciadas por la topografía y la naturaleza montañosa del país: las principales rutas de ferrocarril y carretera entre el sur y el norte de Gales giran hacia el este y pasan en gran parte a través de Inglaterra. El único corredor de autopista en Gales es la M4 motorway de Londres a Gales del Sur, que entra en el país a través del Second Severn Crossing, pasa cerca de Newport, Cardiff y Swansea y se extiende hasta el oeste hasta el Pont Abraham services antes de continuar hacia el noroeste como la A48 to Carmarthen. La M48 motorway es paralela a la M4 entre Aust y Magor vía Chepstow. La A40 es una carretera principal que conecta Londres con Fishguard a través de Brecon y Carmarthen. La carretera costera A487 conecta Cardigan con Aberystwyth, y la A44 conecta Aberystwyth con Rhayader, Leominster y Worcester. La principal carretera principal en el norte de Gales es la A55 carretera de doble calzada desde Chester pasando St Asaph y Abergele, continuando por la costa hasta Bangor, cruzando a Anglesey y terminando en Holyhead.

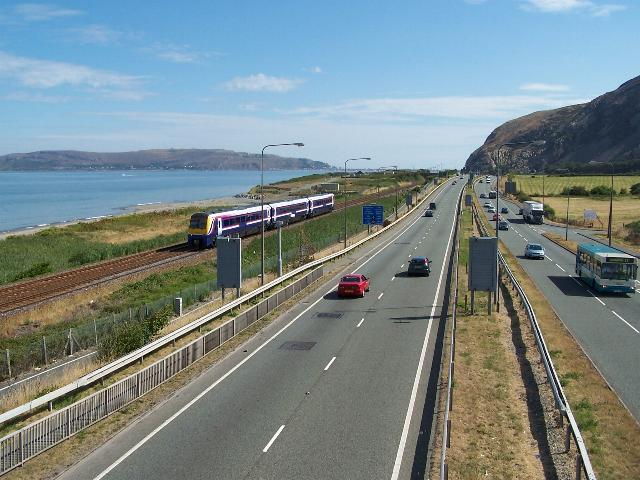
La A55 que corre a lo largo de la línea de costa del norte de Gale North Wales Coast Line

La línea principal de South Wales une London Paddington con Swansea, entrando en Gales a través del Túnel de Severn. Otros servicios de línea principal de Midlands y del norte de Inglaterra se unen a esto en Newport. Las líneas de servicio prestan servicio a los valles de South Wales, Barry y destinos más allá de Swansea, que incluyen las terminales de ferry en Fishguard y Pembroke Dock. La Heart of Wales Line une Llanelli con Craven Arms en Shropshire. La Cambrian Line cruza el centro de Gales, con trenes desde Shrewsbury a Welshpool, Aberystwyth y Pwllheli. La North Wales Coast Line une Crewe y Chester con Bangor y Holyhead, desde donde hay un servicio de ferry a Irlanda. Los pasajeros pueden cambiar en Shotton a la Borderlands Line, que une Wrexham con Bidston en la península de Wirral, y en Conwy por la Conwy Valley Line con Blaenau Festiniog.
El aeropuerto de Cardiff es el único aeropuerto en Gales que ofrece vuelos internacionales regulares. Los destinos disponibles son otras partes del Reino Unido, Irlanda y partes de Europa continental. El aeropuerto también se utiliza para vuelos chárter de forma estacional. En 2015, alrededor de 1,2 millones de pasajeros utilizaron el aeropuerto. Varios servicios de ferry operan entre los puertos galeses e Irlanda: Holyhead a Dublín; Fishguard a Rosslare; Pembroke Dock a Rosslare; y Swansea a Cork.

## Áreas protegidas

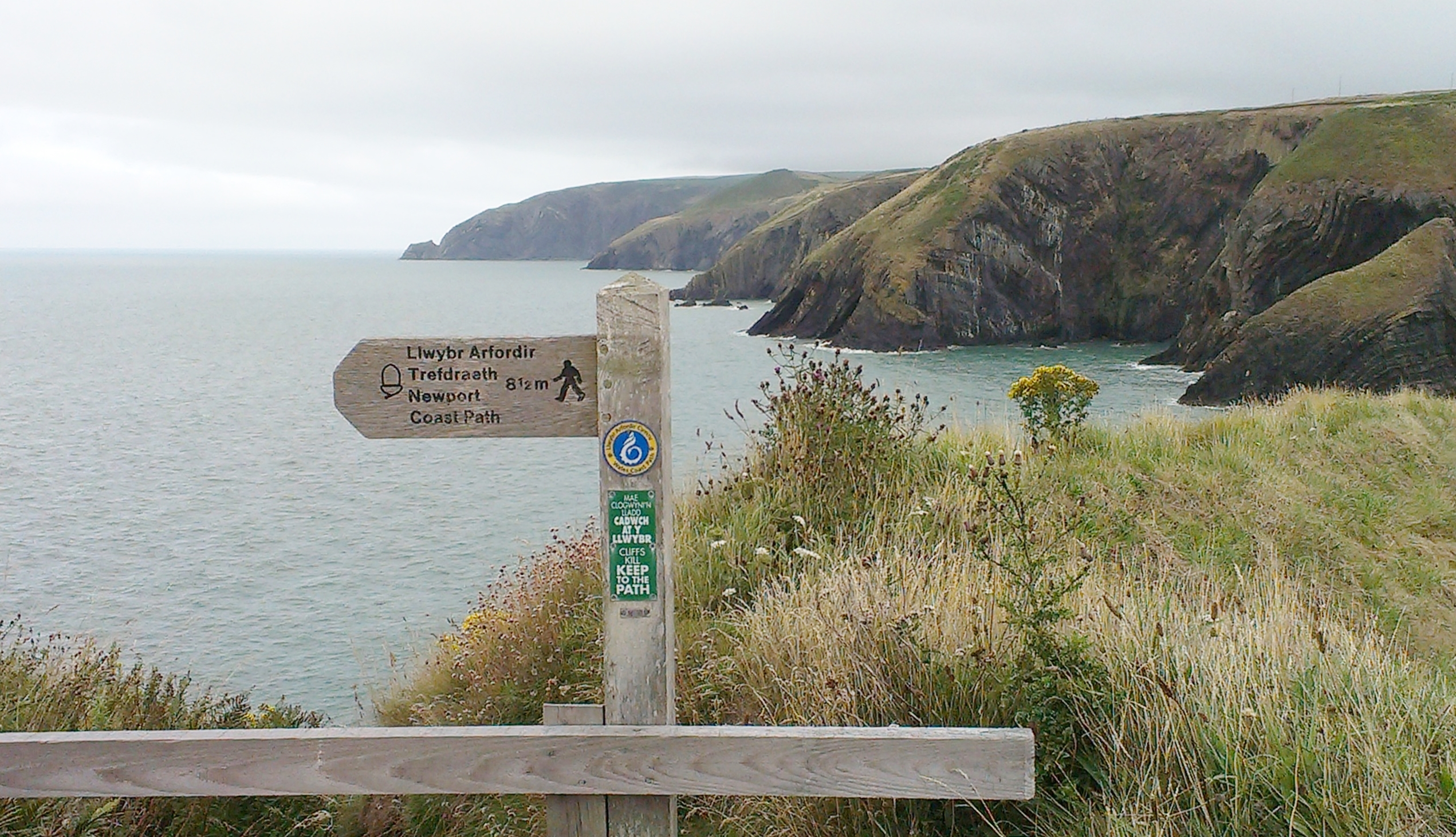
El sendero costero de Pembrokeshire cerca de la bahía Ceibwr

Gales tiene tres parques nacionales designados. El parque nacional Snowdonia, en el noroeste de Gales, se estableció en 1951 como el tercer parque nacional en Gran Bretaña, después del parque nacional del Distrito de los Picos (1951). y del parque nacional del Distrito de los Lagos (1951). Protege 2141,9 km² de las montañas de Snowdonia y tiene 59,5 km de costa. El parque nacional de la Costa de Pembrokeshire se estableció el año siguiente (1952) para proteger el espectacular paisaje costero de Gales del oeste. Incluye la isla de Caldey, el estuario de Daugleddau y las colinas Preseli, así como toda la longitud del sendero costero de Pembrokeshire. El parque nacional de Brecon Beacons se estableció cinco años después (1957) y se extiende por la parte sur de Breconshire, la parte noroeste de Monmouthshire y partes del este de Carmarthenshire. En cada caso, la autoridad del parque actúa como una autoridad local de propósito especial y ejerce el control de la planificación sobre el desarrollo residencial e industrial en el parque. Las autoridades tienen el deber de conservar la belleza natural de la zona y promover oportunidades para el disfrute público y que se aprecien las cualidades especiales del parque.
Gales también tiene cinco Áreas de Destacada Belleza Natural (Area of Outstanding Natural Beauty, AONB). Difieren de los parques nacionales en que las autoridades tienen el deber de conservar y realzar la belleza natural del paisaje, pero no la obligación de promover el disfrute público y, además, no tienen control sobre la planificación. En 1956, la península de Gower se convirtió en el primer AONB designado en Gran Bretaña. Otros AONB son: la totalidad de Anglesey; la península de Llŷn; la cordillera Clwydian, el valle Dee; y el valle Wye, parte del cual se encuentra en Inglaterra.
Gales tiene muchas cascadas, incluyendo algunas de las más llamativas en el Reino Unido. Una de ellas, Pistyll Rhaeadr , cerca del pueblo de Llanrhaeadr-ym-Mochnant, tiene 73 m. Se forma cuando un arroyo de montaña cae sobre un acantilado y cambia de carácter para ser un río de tierras bajas, el Afon Rhaeadr. El sitio ha sido designado por el Countryside Council for Wales (Consejo de Campo de Gales) como el 1000º Site of Special Scientific Interest (sitio de interés científico especial) en Gales, debido a su importancia para la comprensión de la geomorfología de Gales. El autor inglés del siglo XIX, George Borrow, comentó sobre la cascada: «Nunca vi caer el agua con tanta gracia, tal como hilos finos y hermosos, como aquí».